# タイラー・エップラー
タイラー・オースティン・エップラー（Tyler Austin Eppler、1993年1月5日 - ）は、アメリカ合衆国テキサス州カレッジステーション出身のプロ野球選手（投手）。右投右打。現在は、CPBLの味全ドラゴンズ所属。愛称は「エップ」。

## 経歴

### プロ入りとパイレーツ傘下時代
2014年のMLBドラフト6巡目（全体191位）でピッツバーグ・パイレーツから指名され、プロ入り。パイレーツ傘下でA-級ジェームズタウン・ジャマーズ（2014）、A+級ブレイデントン・マローダーズ（2015）、AA級アルトゥーナ・カーブ（2015 - 16）、AAA級インディアナポリス・インディアンズ（2017 - 18）と昇格する。
2018年は、AAA級インディアナポリスで28試合に登板し、インターナショナルリーグ2位の13勝（6敗）、防御率3.59、153イニングで118奪三振・39与四球という成績を挙げた。

### オリックス時代
2019年1月15日にオリックス・バファローズが獲得を発表した。1年契約で年俸は推定60万ドル、背番号は42。
同年は5月に初昇格した。5月19日にアンドリュー・アルバースの離脱を受けて埼玉西武ライオンズ戦（京セラドーム大阪）でNPB初先発を果たしたが、3回2/3を3失点で敗戦投手となり2軍降格となった。6月に再昇格を果たすと、6月14日の阪神タイガース戦（京セラドーム大阪）では2-4とリードを許した8回表無死1・2塁の場面で救援登板。大山悠輔を三ゴロ併殺打、鳥谷敬を中飛に打ち取って無失点で凌ぐと、直後の8回裏に味方が4点を奪って逆転勝利し、NPB初勝利を記録した。オフの12月2日に自由契約が公示された。

### ナショナルズ傘下時代
2020年1月、ワシントン・ナショナルズとマイナー契約を結んだ。

### キウム・ヒーローズ時代
2021年12月17日、KBOリーグのキウム・ヒーローズと2022年シーズンの選手契約を結んだ。
2022年シーズンはキウムで6勝を記録するも、2023年の再契約はなかった。

### 富邦ガーディアンズ時代
2023年1月6日、台湾プロ野球（CPBL）の富邦ガーディアンズと契約した。開幕から9試合に先発して3勝1敗、防御率2.89という成績を残していたが、6月21日に個人的な事情により退団した。

### メキシカンリーグ時代
富邦退団後は、メキシカンリーグのモンテレイ・サルタンズでプレーした。

### 味全時代
2024年2月6日、台湾プロ野球の味全ドラゴンズと契約した。

## プレースタイル
90-92mph（約146.4km/h）程度の2種類の速球（フォーシーム、ツーシーム）を主体に、84-86mph（約136.7km/h）のスライダー、76-78mph（約123.8km/h）のカーブ、84-86mph（約136.7km/h）のチェンジアップを投げる。マイナーリーグ通算で与四球率2.02。

## 詳細情報

### 年度別投手成績
| 年 度     | 球 団      | 登 板 | 先 発 | 完 投 | 完 封 | 無 四 球 | 勝 利 | 敗 戦 | セ 丨 ブ | ホ 丨 ル ド | 勝 率 | 打 者 | 投 球 回 | 被 安 打 | 被 本 塁 打 | 与 四 球 | 敬 遠 | 与 死 球 | 奪 三 振 | 暴 投 | ボ 丨 ク | 失 点 | 自 責 点 | 防 御 率 | W H I P |
| --------- | ---------- | ----- | ----- | ----- | ----- | -------- | ----- | ----- | -------- | ----------- | ----- | ----- | -------- | -------- | ----------- | -------- | ----- | -------- | -------- | ----- | -------- | ----- | -------- | -------- | ------- |
| 2019      | オリックス | 24    | 1     | 0     | 0     | 0        | 4     | 4     | 0        | 3           | .500  | 137   | 31.1     | 41       | 2           | 9        | 1     | 0        | 25       | 2     | 0        | 16    | 14       | 4.02     | 1.60    |
| 2022      | キウム     | 33    | 25    | 1     | 1     | 0        | 6     | 8     | 0        | 0           | .429  | 622   | 147.1    | 172      | 13          | 40       | 1     | 6        | 86       | 4     | 0        | 69    | 67       | 4.30     | 1.51    |
| 2023      | 富邦       | 9     | 9     | 0     | 0     | 0        | 3     | 1     | 0        | 0           | .750  | 240   | 56.0     | 57       | 2           | 12       | 0     | 7        | 30       | 4     | 0        | 24    | 18       | 2.89     | 1.23    |
| 2024      | 味全       | 24    | 24    | 0     | 0     | 0        | 10    | 11    | 0        | 0           | .476  | 608   | 150.2    | 124      | 10          | 40       | 0     | 3        | 118      | 3     | 0        | 53    | 46       | 2.75     | 1.09    |
| NPB：1年  | NPB：1年   | 24    | 1     | 0     | 0     | 0        | 4     | 4     | 0        | 3           | .500  | 137   | 31.1     | 41       | 2           | 9        | 1     | 0        | 25       | 2     | 0        | 16    | 14       | 4.02     | 1.60    |
| KBO：1年  | KBO：1年   | 33    | 25    | 1     | 1     | 0        | 6     | 8     | 0        | 0           | .429  | 622   | 147.1    | 172      | 13          | 40       | 1     | 6        | 86       | 4     | 0        | 69    | 67       | 4.30     | 1.51    |
| CPBL：2年 | CPBL：2年  | 33    | 33    | 0     | 0     | 0        | 13    | 12    | 0        | 0           | .520  | 848   | 206.2    | 181      | 12          | 52       | 0     | 10       | 148      | 7     | 0        | 77    | 64       | 2.79     | 1.13    |

- 各年度の太字はリーグ最高
- 2024年度シーズン終了時

### 年度別守備成績
| 年 度 | 球 団      | 投手  | 投手  | 投手  | 投手  | 投手  | 投手     |
| 年 度 | 球 団      | 試 合 | 刺 殺 | 補 殺 | 失 策 | 併 殺 | 守 備 率 |
| ----- | ---------- | ----- | ----- | ----- | ----- | ----- | -------- |
| 2019  | オリックス | 24    | 0     | 1     | 0     | 0     | 1.000    |
| 通算  | 通算       | 24    | 0     | 1     | 0     | 0     | 1.000    |

- 2019年度シーズン終了時

### 記録

#### NPB
- 初登板：2019年5月4日、対福岡ソフトバンクホークス7回戦（福岡 ヤフオク!ドーム）、7回裏に4番手で救援登板、1回無失点
- 初奪三振：同上、7回裏にジュリスベル・グラシアルから空振り三振
- 初先発：2019年5月19日、対埼玉西武ライオンズ9回戦（京セラドーム大阪）、3回2/3を3失点で敗戦投手
- 初勝利：2019年6月14日、対阪神タイガース1回戦（京セラドーム大阪）、8回表に4番手で救援登板、1回無失点

### 背番号
- 42 （2019年）
- 8 （2022年）
- 37 （2023年）
- 35 （2024年 - ）